# Pabellón de Brasil en la Bienal de Venecia
El Pabellón de Brasil en la Bienal de Venecia es un espacio artístico ubicado en la ciudad de Venecia con motivo de la Bienal de Venecia. Brasil es uno de los tres países latinoamericanos (junto a Venezuela y Uruguay) que cuenta con un pabellón propio dentro de los jardines (i Giardini) de la Bienal. El Pabellón de Brasil en la Bienal de Venecia original fue diseñado por el arquitecto Amerigo Marchesin y construido en el año 1964.

## Expositores
Lista de Expositores en el Pabellón de Brasil en la Bienal de Venecia:
- 1950 — Roberto Burle Marx, Milton Dacosta, Cicero Dias, Emiliano Di Cavalcanti, Flavio de Carvalho, Candido Portinari, José Pancetti, Bruno Giorgi, Victor Brecheret, Livio Abramo, Oswaldo Goeldi.
- 1958 — Lasar Segall.
- 1956 — Aldemir Martins.
- 1960 — Antonio Bandeira, Danilo Di Prete, Manabu Mabe, Aloisio Magalhães, Teresa Nicolao, Loio-Pérsio, Mario Cravo Júnior.
- 1962 — Alfredo Volpi, Anna Letycia Quadros, Fernando Jackson Ribeiro, Gilvan Samico, Iberê Camargo, Isabel Pons, Ivan Serpa, Lygia Clark, Marcelo Grassmann, Rossini Quintas Perez, Rubem Valentim.
- 1964 — Abraham Palatnik, Alfredo Volpi, Almir Mavignier, Franz Weissmann, Frans Krajcberg, Glauco Rodrigues, Tarsila do Amaral.
- 1966 — Sergio de Camargo.
- 1968 — Lygia Clark.
- 1970 — Mary Vieira, Roberto Burle Marx.
- 1972 — Humberto Espíndola, Paulo Roberto Leal, Franz Weissmann.
- 1976 — Claudio Tozzi, Evandro Carlos Jardim, Regina Vater, Sergio Augusto Porto, Vera Chaves Barcellos.
- 1978 — Carlos Fajardo, Geraldo Telles de Oliveira, Julio Martins da Silva, Luiz Aquila da Rocha Miranda, Maria Auxiliadora da Silva, Maria Madalena Santos Reinbolt, Paulo Gomes Garcez, Wilma Marins.
- 1980 — Anna Bella Geiger, Antonio Dias, Carlos Vergara, Paulo Roberto Leal.
- 1982 — Tunga, Sérgio de Camargo.
- 1984 — Eduardo Sued, Luiz Paulo Baravelli.
- 1986 — Gastão Manoel Henrique, Geraldo de Barros, Renina Katz, Washington Novaes.
- 1988 — José Resende, Juraci Dórea.
- 1990 — Frida Baranek, Daniel Senise, Francisco Brennand, Gilvan Samico, Wesley Duke Lee.
- 1993 — Angelo Venosa, Carlos Fajardo, Emmanuel Nassar.
- 1995 — Arthur Bispo do Rosário, Nuno Ramos.
- 1997 — Jac Leirner, Waltercio Caldas (Comisario: Paulo Herkenhoff)
- 1999 — Iran do Espírito Santo, Nelson Leirner (Comisario: Ivo Mesquita)
- 2001 — Vik Muniz, Ernesto Neto, Miguel Rio Branco, Tunga (Comisario: Germano Celant)
- 2003 — Beatriz Milhazes, Rosângela Rennó (Comisario: Alfons Hug).
- 2005 — Chelpa Ferro, Caio Reisewitz (Comisario: Alfons Hug).
- 2007 — José Damasceno, Detanico & Lain (Comisario: Jacopo Crivelli Visconti).
- 2009 — Luiz Braga, Delson Uchôa (Comisario: Ivo Mesquita),
- 2011 — Artur Barrio (Comisarios: Moacir dos Anjos, Agnaldo Farias).
- 2013 — Hélio Fervenza, Odires Mlászho, Lygia Clark, Max Bill, Bruno Munari (Comisario: Luis Pérez-Oramas).
- 2015 — André Komatsu, Antonio Manuel, Berna Reale (Comisario: Luiz Camillo Osorio).
- 2017 — Cinthia Marcelle (Comisario: Jochen Volz).
- 2019 – Benjamin de Burca, Bárbara Wagner (Comisario: Gabriel Pérez-Barreiro).